# Walter Broda
Walter Broda foi um humorista que atuou na radiofonia gaúcha dos anos 50 e 60 formando com Pinguinho a dupla  Pinguinho  e Walter Broda , na rádio Farroupilha de Porto Alegre. A dupla atuava no Grande Rodeio Coringa, além de humor crítico e futebolístico  (Pinguinho era colorado e Walter Broda , o alemão, era gremista). no quadro Drama do futebol. Banca de sapateiro era apresentado unicamente por Walter Broda.
Correu um boato na época com relação a sua morte. Sua irmã teria sonhado sistematicamente por três noites seguida com Valter vivo dentro da urna tentando sair desesperadamente. Após sistemáticos sonhos ela conseguiu na justiça um mandato de exumação do corpo, que se realizou e ao abrirem a urna seu corpo estava de bruços com muitas escoriações no rosto braços e pernas. Veio a saber-se que foi um caso de catalepsia. O caso após o estopim foi sufocado para evitar pânico geral e comoção, pois Valter era um personagem querido junto com Pinguinho no meio rádio teatral gaúcho.
```
 Retifico esta informação esclarecendo que o episódio acima citado não ocorreu com meu avô, Walter Broda e sim com outro artista Fábio Silveira. A morte de Walter ocorreu em um final de semana em que passava com familiares na casa do filho na Barra do Ribeiro. Ele estava dormindo quando teve uma parada cardíaca. Também esclareço que ele tinha apenas um irmão Arno Werner Broda e não uma irmã como citado.
```